# Giornata nazionale dell'Arma dei Carabinieri
La giornata nazionale dell'Arma dei Carabinieri è la ricorrenza, in ambito nazionale, dell'Arma dei Carabinieri.

## Descrizione
Questa ricorrenza nazionale italiana si celebra il 5 giugno di ogni anno e commemora la data in cui la Bandiera dell'Arma fu insignita della prima medaglia d'oro al valor militare per la partecipazione dei Carabinieri alla prima guerra mondiale, cerimonia svoltasi, appunto, il 5 giugno 1920. La motivazione che accompagnò la medaglia è la seguente: "Rinnovellò le sue più fiere tradizioni con innumerevoli prove di tenace attaccamento al dovere e di fulgido eroismo, dando validissimo contributo alla radiosa vittoria delle armi d'Italia".
Oggi la ricorrenza è denominata anche "festa dell'Arma dei Carabinieri". La festa è celebrata a Roma con il carosello storico dei carabinieri, caratterizzata inoltre dalla rievocazione delle battaglie più importanti a cui l'Arma ha partecipato. 
La data del 5 giugno non è da confondere con quella di fondazione dell'Arma, che avvenne a Torino il 13 luglio 1814 in piena epoca napoleonica, da parte del re di Sardegna Vittorio Emanuele I di Savoia.
Un'altra festa per i Carabinieri è il 21 novembre, quando si celebra la festa della Patrona dell'Arma, la Virgo Fidelis, oltre all'anniversario della Battaglia di Culqualber.